# Paul Ponen Kubi
Paul Ponen Kubi CSC (ur. 29 czerwca 1956 w Dewachala) – duchowny rzymskokatolicki z Bangladeszu, od 2006 biskup Mojmonszinho.

## Życiorys
Święcenia kapłańskie przyjął 19 listopada 1986 z rąk papieża Jana Pawła II. Był m.in. rektorem niższego seminarium Zgromadzenia Świętego Krzyża, rektorem scholastykatu tegoż zakonu oraz przełożonym banglijskiej wiceprowincji.
24 grudnia 2003 został mianowany biskupem pomocniczym diecezji Mojmonszinho oraz biskupem tytularnym Turris Tamalleni. Sakry biskupiej udzielił mu 13 lutego 2004 ówczesny ordynariusz tejże diecezji, bp Francis Anthony Gomes.
15 lipca 2006 został mianowany następcą bp. Gomesa na stolicy w Mojmonszinho. Ingres odbył się 1 września 2006.